# Partia Centrum (Nauru)
Partia Centrum – nieformalne ugrupowanie polityczne na Nauru. 
Jej liderem i zarazem jedynym ważniejszym przedstawicielem był Kinza Clodumar, który zajmował stanowisko prezydenta Nauru od 13 lutego 1997 do 18 czerwca 1998 roku.